# Mina (stolica tytularna)
Mina (łac. Diocesis Minensis) – stolica historycznej diecezji w Cesarstwie rzymskim w prowincji Mauretania Cezarensis, zlikwidowana w VII w. podczas ekspansji islamskiej, współcześnie w północnej Algierii. Obecnie katolickie biskupstwo tytularne. 

## Biskupi tytularni
| Lp. | Biskup                | Funkcja                                                                | Od              | Do                |
| --- | --------------------- | ---------------------------------------------------------------------- | --------------- | ----------------- |
| 1   | Herman Joseph Meysing | wikariusz apostolski Kimberley (Południowa Afryka)                     | 19 grudnia 1929 | 11 stycznia 1951  |
| 2   | Joseph Mark McShea    | biskup pomocniczy Filadelfii (USA)                                     | 8 lutego 1952   | 11 lutego 1961    |
| 3   | Heinrich Theissing    | biskup pomocniczy Berlina administrator apostolski w Schwerin (Niemcy) | 13 marca 1963   | 11 listopada 1988 |
| 4   | Carlos Arthur Sevilla | biskup pomocniczy San Francisco (USA)                                  | 6 grudnia 1988  | 31 grudnia 1996   |
| 5   | John ’Oke Afareha     | biskup pomocniczy Warri (Nigeria)                                      | 3 marca 1997    | 29 marca 2010     |
| 6   | Wilfried Theising     | biskup pomocniczy Münsteru (Niemcy)                                    | 31 maja 2010    |                   |